# 대한민국 형법 제28조
대한민국 형법 제28조는 음모, 예비에 대한 형법총칙의 조문이다.

## 조문
제28조(음모, 예비) 범죄의 음모 또는 예비행위가 실행의 착수에 이르지 아니한 때에는 법률에 특별한 규정이 없는 한 벌하지 아니한다.

第28條(陰謀, 豫備) 犯罪의 陰謀 또는 豫備行爲가 實行의 着手에 이르지 아니한 때에는 法律에 特別한 規定이 없는 限 罰하지 아니한다.

## 같이 보기
- 음모죄
- 예비죄